# Linea Gonō

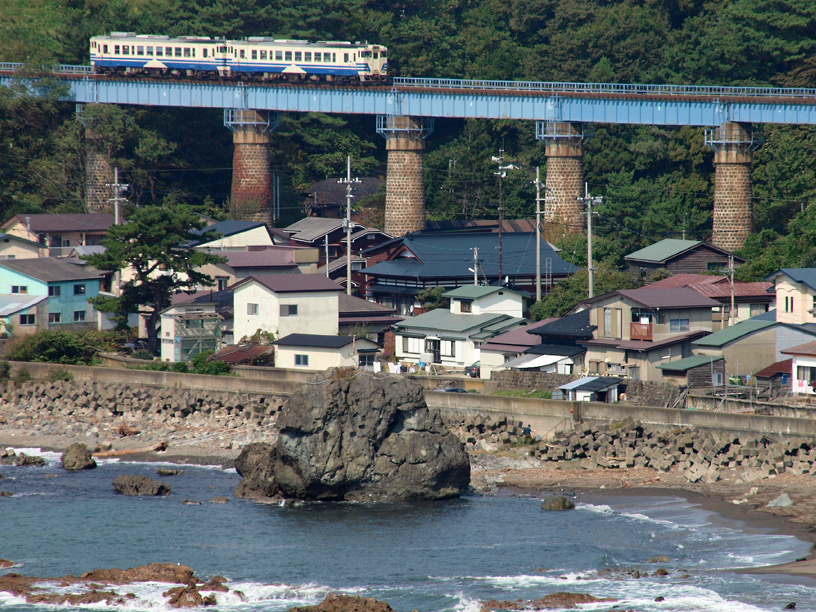
Percorrendo il tratto lungo il mar del Giappone, la linea Gono è considerata una delle più belle in Giappone per quanto riguarda la paesaggistica

La linea Gonō (五能線?, Gonō-sen) è una linea ferroviaria dell'Honshū settentrionale, e corre per quasi tutto il suo percorso lungo il Mar del Giappone unendo le prefetture di Aomori e Akita. La ferrovia, interamente a binario singolo e non elettrificata, è gestita dalla JR East e vede un traffico prevalentemente locale con alcuni treni a lunga percorrenza turistici.

## Storia
La linea Gonō venne inaugurata il 1º luglio 1908 sotto il controllo delle Ferrovie Nazionali del Giappone, e collegava l'attuale Higashi-Noshiro con Noshiro. In seguito, alla breve ferrovia venne assegnato il nome di linea Noshiro (能代線?, Noshiro-sen). Nel frattempo la costruzione e l'estensione continuava, e raggiunse Mutsu.Iwasaki nel 1932.
La ferrovia di Mutsu (陸奥鉄道?, Mutsu-tetsudō) a capitale privato nel frattempo aveva iniziato a unire Goshogawara con Kawabe dal 1918, e venne poi estesa nel 1924 fino a Mutsu-Morita, diventando la linea Goshogawara (五所川原線?, Goshogawara-sen). Un'ulteriore estensione fino ad Ajigasawa portò la linea Goshogawara a essere assorbita dalla ferrovia di Mutsu, che intanto raggiunse Mutsu-Akaishi il 26 novembre 1929. Nel 1936 finalmente venne raggiunta anche la linea Gonō, unendo le due infrastrutture.

## Stazioni
- Tutti i treni, incluso il rapido Fukaura fermano in tutte le stazioni della linea. Per il treno espresso limitato Resort Shirakami si rimanda all'articolo relativo.

| Stazione                                                                                       | Giapponese   | Distanza | Distanza | Collegamenti                              |    | Posizione                | Posizione |
| Stazione                                                                                       | Giapponese   | Interst. | Totale   | Collegamenti                              |    | Posizione                | Posizione |
| ---------------------------------------------------------------------------------------------- | ------------ | -------- | -------- | ----------------------------------------- | -- | ------------------------ | --------- |
| Higashi-Noshiro                                                                                | 東能代       | -        | 0.0      | Linea principale Ōu                       | v  | Noshiro                  | Akita     |
| Noshiro                                                                                        | 能代         | 3.9      | 3.9      |                                           | ◇  | Noshiro                  | Akita     |
| Mukai-Noshiro                                                                                  | 向能代       | 2.2      | 6.1      |                                           | ｜ | Noshiro                  | Akita     |
| Kita-Noshiro                                                                                   | 北能代       | 3.2      | 9.3      |                                           | ｜ | Noshiro                  | Akita     |
| Torigata                                                                                       | 鳥形         | 1.9      | 11.2     |                                           | ｜ | Noshiro                  | Akita     |
| Sawame                                                                                         | 沢目         | 2.9      | 14.1     |                                           | ｜ | Happō, Yamamoto          | Akita     |
| Higashi-Hachimori                                                                              | 東八森       | 3.9      | 18.0     |                                           | ｜ | Happō, Yamamoto          | Akita     |
| Hachimori                                                                                      | 八森         | 4.7      | 22.7     |                                           | ｜ | Happō, Yamamoto          | Akita     |
| Takinoma                                                                                       | 滝ノ間       | 1.8      | 24.5     |                                           | ｜ | Happō, Yamamoto          | Akita     |
| Akita-Shirakami                                                                                | あきた白神   | 1.6      | 26.1     |                                           | ｜ | Happō, Yamamoto          | Akita     |
| Iwadate                                                                                        | 岩館         | 3.0      | 29.1     |                                           | ◇  | Happō, Yamamoto          | Akita     |
| Ōmagoshi                                                                                       | 大間越       | 10.8     | 39.9     |                                           | ｜ | Fukaura, Nishitsugaru    | Aomori    |
| Shirakamidaketozanguchi                                                                        | 白神岳登山口 | 2.4      | 42.3     |                                           | ｜ | Fukaura, Nishitsugaru    | Aomori    |
| Matsukami                                                                                      | 松神         | 2.4      | 44.7     |                                           | ｜ | Fukaura, Nishitsugaru    | Aomori    |
| Jūniko                                                                                         | 十二湖       | 1.9      | 46.6     |                                           | ｜ | Fukaura, Nishitsugaru    | Aomori    |
| Mutsu-Iwasaki                                                                                  | 陸奥岩崎     | 4.3      | 50.9     |                                           | ｜ | Fukaura, Nishitsugaru    | Aomori    |
| Mutsu-Sawabe                                                                                   | 陸奥沢辺     | 2.7      | 53.6     |                                           | ｜ | Fukaura, Nishitsugaru    | Aomori    |
| WeSPa-Tsubakiyama                                                                              | ウェスパ椿山 | 2.4      | 56.0     |                                           | ｜ | Fukaura, Nishitsugaru    | Aomori    |
| Henashi                                                                                        | 艫作         | 1.9      | 57.9     |                                           | ｜ | Fukaura, Nishitsugaru    | Aomori    |
| Yokoiso                                                                                        | 横磯         | 3.5      | 61.4     |                                           | ｜ | Fukaura, Nishitsugaru    | Aomori    |
| Fukaura                                                                                        | 深浦         | 5.5      | 66.9     |                                           | ◇  | Fukaura, Nishitsugaru    | Aomori    |
| Hiroto                                                                                         | 広戸         | 3.9      | 70.8     |                                           | ｜ | Fukaura, Nishitsugaru    | Aomori    |
| Oirase                                                                                         | 追良瀬       | 2.1      | 72.9     |                                           | ｜ | Fukaura, Nishitsugaru    | Aomori    |
| Todorogi                                                                                       | 驫木         | 3.1      | 76.0     |                                           | ｜ | Fukaura, Nishitsugaru    | Aomori    |
| Kasose                                                                                         | 風合瀬       | 3.0      | 79.0     |                                           | ｜ | Fukaura, Nishitsugaru    | Aomori    |
| Ōdose                                                                                          | 大戸瀬       | 4.9      | 83.9     |                                           | ｜ | Fukaura, Nishitsugaru    | Aomori    |
| Senjōjiki                                                                                      | 千畳敷       | 2.1      | 86.0     |                                           | ｜ | Fukaura, Nishitsugaru    | Aomori    |
| Kita-Kanegasawa                                                                                | 北金ヶ沢     | 4.6      | 90.6     |                                           | ◇  | Fukaura, Nishitsugaru    | Aomori    |
| Mutsu-Yanagita                                                                                 | 陸奥柳田     | 2.7      | 93.3     |                                           | ｜ | Fukaura, Nishitsugaru    | Aomori    |
| Mutsu-Akaishi                                                                                  | 陸奥赤石     | 4.1      | 97.4     |                                           | ｜ | Ajigasawa, Nishitsugaru  | Aomori    |
| Ajigasawa                                                                                      | 鰺ヶ沢       | 6.4      | 103.8    |                                           | ◇  | Ajigasawa, Nishitsugaru  | Aomori    |
| Narusawa                                                                                       | 鳴沢         | 4.5      | 108.3    |                                           | ｜ | Ajigasawa, Nishitsugaru  | Aomori    |
| Koshimizu                                                                                      | 越水         | 2.7      | 111.0    |                                           | ｜ | Tsugaru                  | Aomori    |
| Mutsu-Morita                                                                                   | 陸奥森田     | 3.4      | 114.5    |                                           | ｜ | Tsugaru                  | Aomori    |
| Nakata                                                                                         | 中田         | 2.4      | 116.9    |                                           | ｜ | Tsugaru                  | Aomori    |
| Kizukuri                                                                                       | 木造         | 2.6      | 119.5    |                                           | ｜ | Tsugaru                  | Aomori    |
| Goshogawara                                                                                    | 五所川原     | 5.2      | 125.7    | Ferrovia di Tsugaru (Tsugara-Goshogawara) | ◇  | Goshogawara              | Aomori    |
| Mutsu-Tsuruda                                                                                  | 陸奥鶴田     | 6.0      | 131.7    |                                           | ｜ | Tsuruta, Kitatsugaru     | Aomori    |
| Tsurudomari                                                                                    | 鶴泊         | 2.4      | 134.1    |                                           | ｜ | Tsuruta, Kitatsugaru     | Aomori    |
| Itayanagi                                                                                      | 板柳         | 4.8      | 138.9    |                                           | ◇  | Itayanagi, Kitatsugaru   | Aomori    |
| Hayashizaki                                                                                    | 林崎         | 3.0      | 141.9    |                                           | ｜ | Fujisaki, Minamitsugaru  | Aomori    |
| Fujisaki                                                                                       | 藤崎         | 2.8      | 144.7    |                                           | ｜ | Fujisaki, Minamitsugaru  | Aomori    |
| Kawabe                                                                                         | 川部         | 2.5      | 147.2    | Linea principale Ōu                       | ^  | Inakadate, Minamitsugaru | Aomori    |
| La maggior parte dei treni continuano fino alla stazione di Hirosaki sulla linea principale Ōu |              |          |          |                                           |    |                          |           |

Legenda
◇ - I treni possono sorpassarsi in questa stazione
｜ - I treni non passano

## Materiale rotabile
La linea, essendo non elettrificata, utilizza treni a trazione termica:
- KiHa 40 per i servizi regionali
- KiHa 48 per i servizi Resort Shirakami
- HB-E300 per i servizi Resort Shirakami

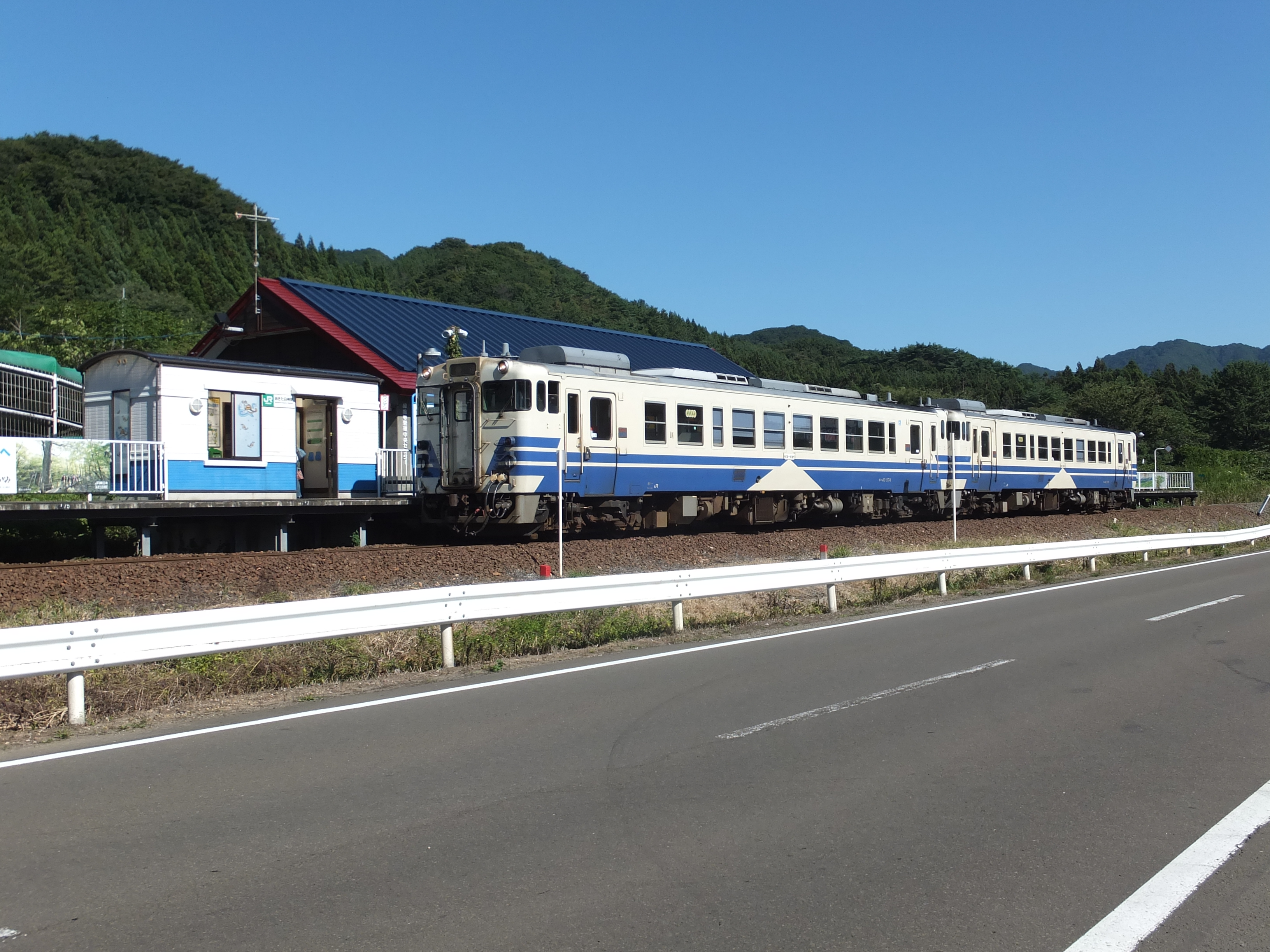
KiHa serie 40
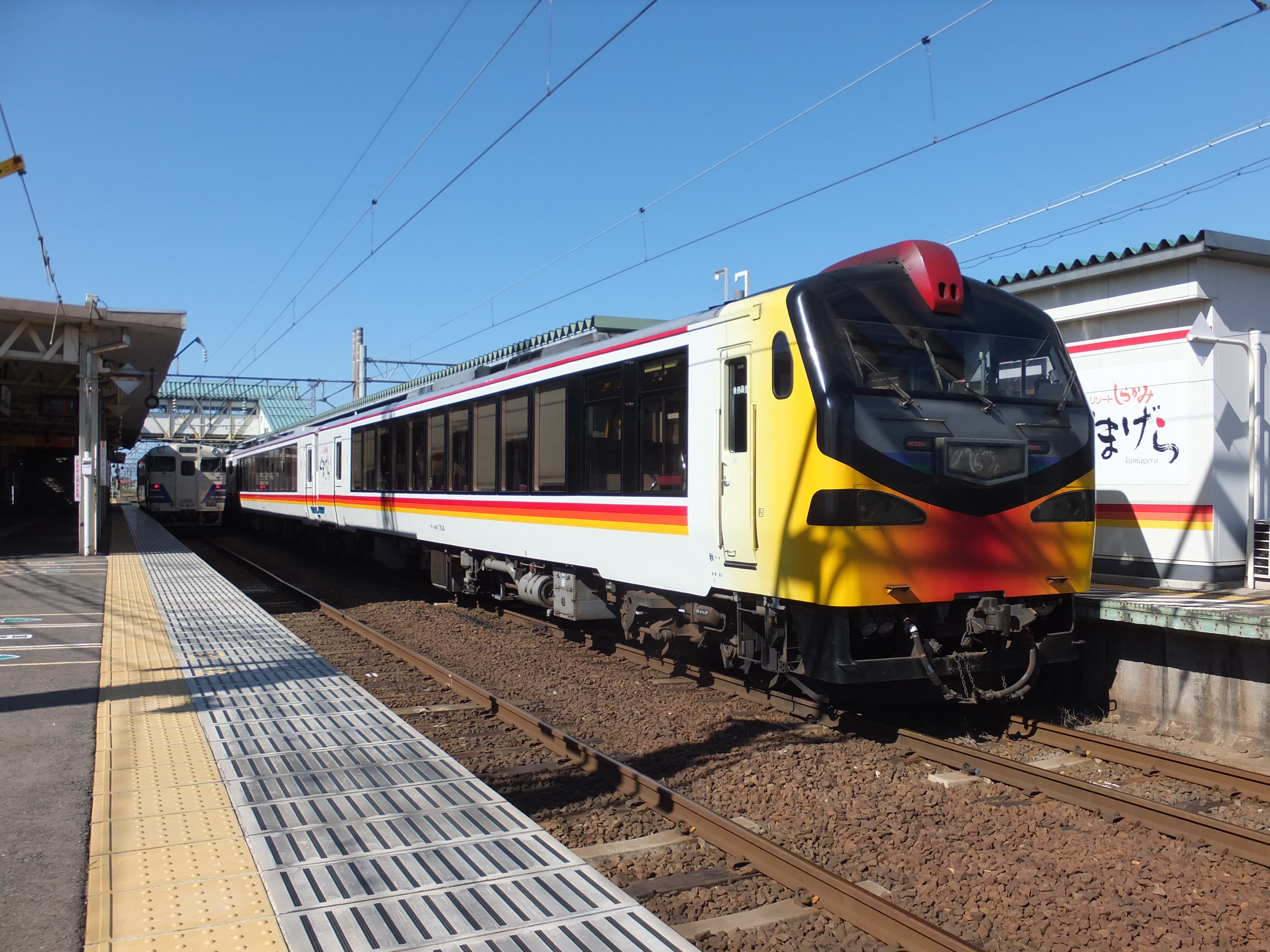
KiHa serie 48
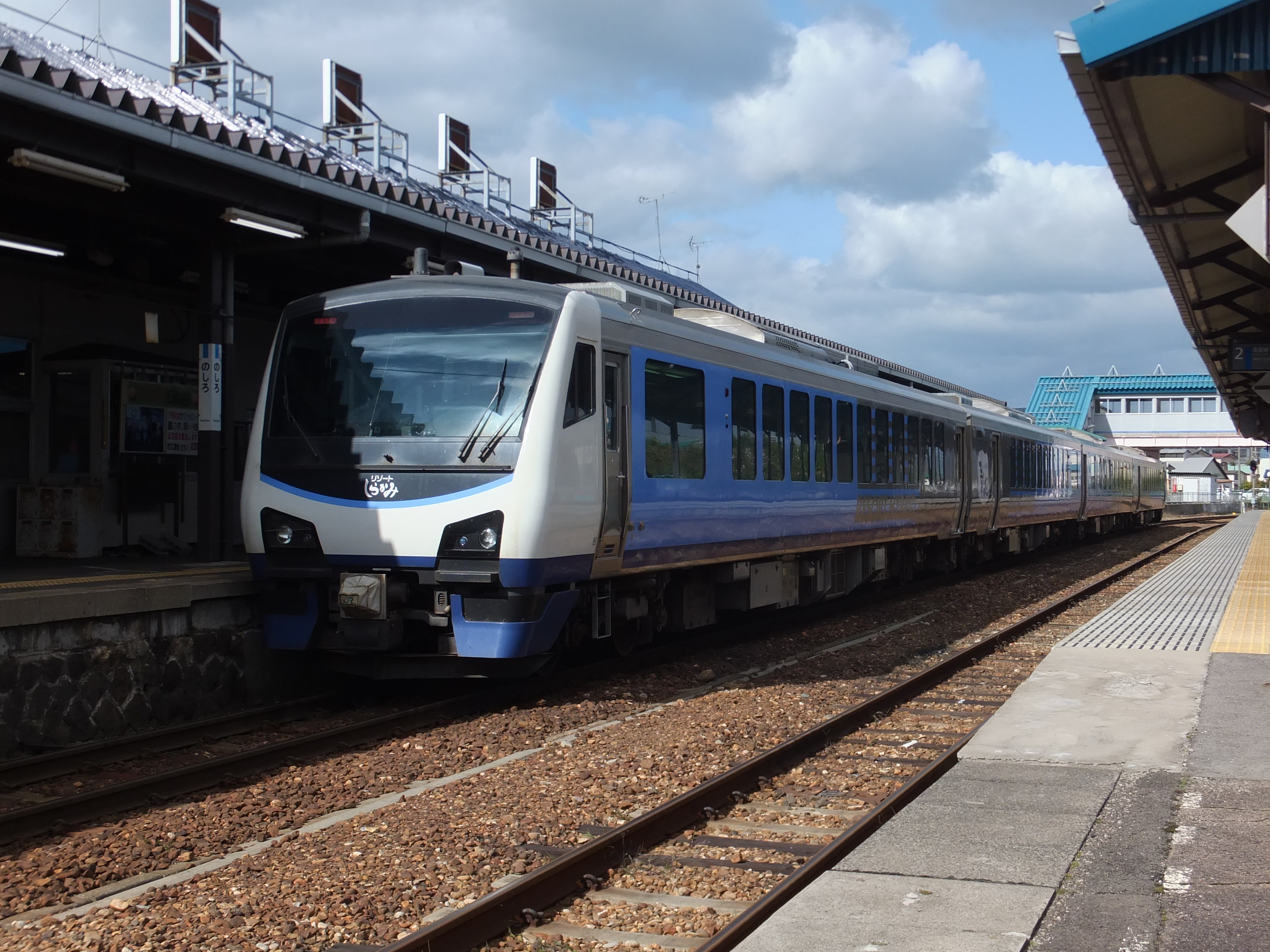
HB-E300